# Аншенонкур-э-Шазель
Аншенонку́р-э-Шазе́ль (фр. Anchenoncourt-et-Chazel) — коммуна во Франции, находится в регионе Франш-Конте. Департамент — Верхняя Сона. Входит в состав кантона Аманс. Округ коммуны — Везуль.
Код INSEE коммуны — 70017.

## География
Коммуна расположена приблизительно в 300 км к юго-востоку от Парижа, в 70 км севернее Безансона, в 28 км к северу от Везуля.
По территории коммуны протекает река Сюперб. Около половины территории коммуны занято лесами.

## Население
Население коммуны на 2010 год составляло 239 человек.
| 1962 | 1968 | 1975 | 1982 | 1990 | 1999 | 2010 |
| ---- | ---- | ---- | ---- | ---- | ---- | ---- |
| 256  | 266  | 246  | 248  | 254  | 227  | 239  |

## Экономика

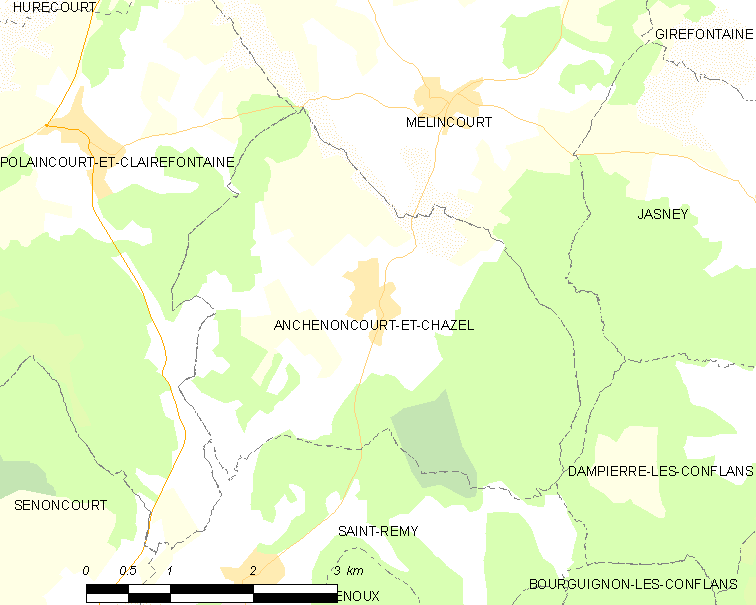
Карта коммуны

В 2010 году среди 158 человек трудоспособного возраста (15—64 лет) 113 были экономически активными, 45 — неактивными (показатель активности — 71,5 %, в 1999 году было 72,2 %). Из 113 активных жителей работали 106 человек (59 мужчин и 47 женщин), безработных было 7 (3 мужчин и 4 женщины). Среди 45 неактивных 3 человека были учениками или студентами, 35 — пенсионерами, 7 были неактивными по другим причинам.